# Иноходь

Мультипликационная последовательность лошадиной иноходи

И́ноходь — вид аллюра, особое движение лошади или другого четвероногого животного, заключающееся в одностороннем переставлении ног.

Инохо́дец — лошадь, основным, естественным аллюром которой является иноходь. При этом лошадь на шагу и рыси передвигается вперёд, поднимая сразу две ноги какой-либо стороны.

Иноходь у верблюда

## Особенности иноходи
Нормальное движение лошади шагом и обычной рысью заключается в том, что она на бегу последовательно переставляет ноги по диагонали — сначала правую заднюю и левую переднюю, затем левую заднюю и правую переднюю и т. д. Иноходь же — «неправильное» движение, при котором лошадь переставляет ноги не по диагонали, а односторонне: сначала правую заднюю и правую переднюю, потом левую заднюю и левую переднюю. При этом на бегу иноходью лошадь покачивается из стороны в сторону.
Иноходь бывает естественной, врождённой, но чаще её вырабатывают искусственно. Естественная иноходь не утомляет лошадь, искусственная же отзывается ускоренным разбиванием ног лошади.
Иноходью передвигаются также жирафы, ввиду большой длины ног. При движении рысью передние и задние ноги жирафа сталкивались бы между собой. Иноходь характерна также для верблюдов и слонов, а также некоторых антилоп (сайгаков, гну).
Иноходцы очень ценятся при езде верхом, поскольку движение иноходью довольно быстро и приятно для всадника: лошадь переваливается с ноги на ногу и совсем не трясёт. Особенно удобно передвигаться верхом на иноходце на длинные расстояния с ровными поверхностями — в степи или прерии. Под седлом иноходцы проходят по 10 км в час, до 120 км в сутки. Однако иноходец не очень маневрен — он может бежать только по прямой и ему тяжело совершать повороты и развороты.
Кроме этого, иноходь, даже врождённая, очень неустойчива: споткнувшись, иноходец легко может упасть или сбиться на рысь или галоп. Запряжённый в экипаж иноходец может тащить совсем небольшой груз и быстро устаёт. Иноходцы мало способны к перемене аллюра.

## Иноходцы стран мира

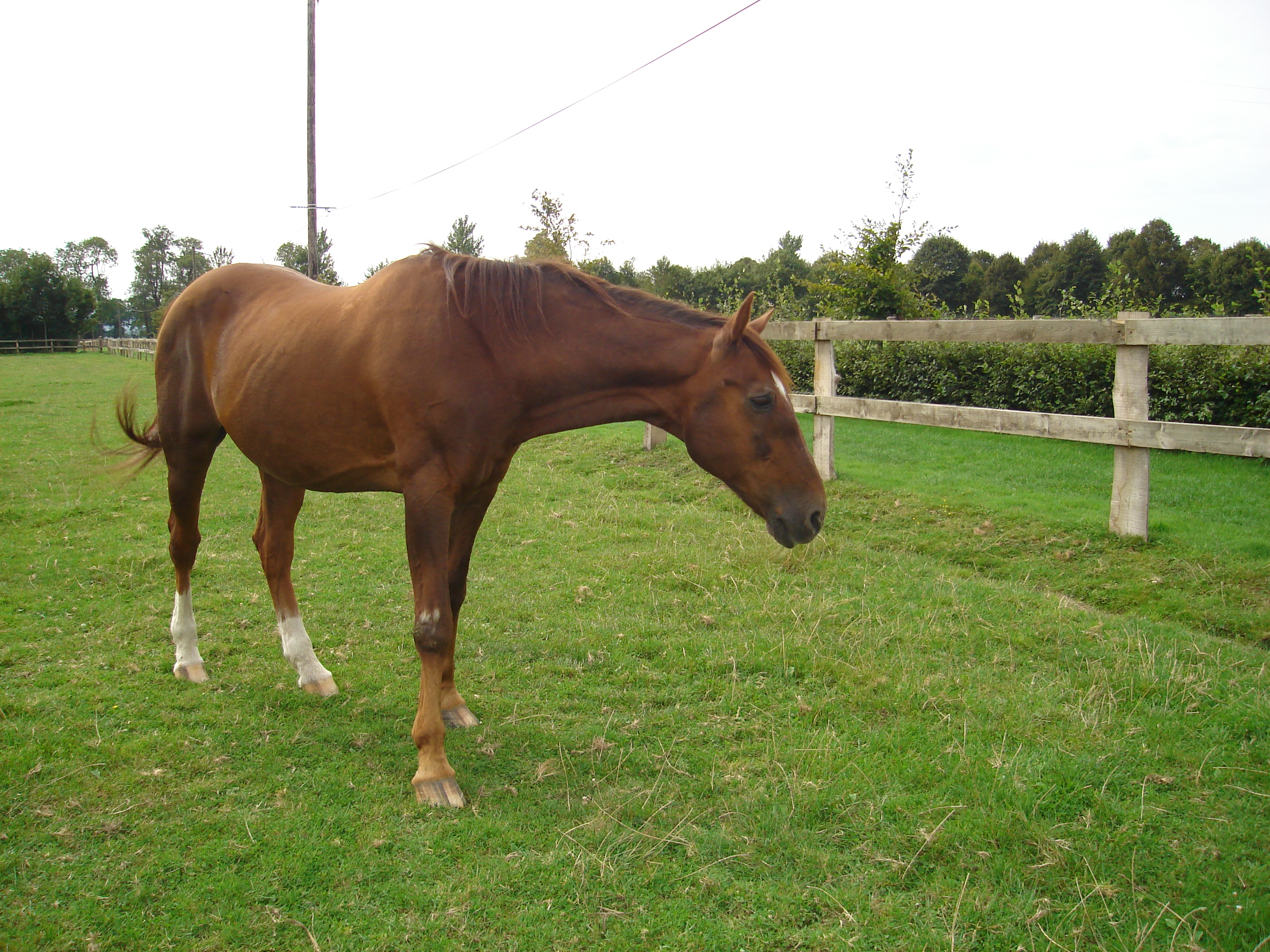
Американский рысак

Иноходцы часто встречаются среди степных, горских верховых лошадей в Крыму, на Кавказе, Тянь-Шане, а также персидских лошадей.
Самые знаменитые иноходцы — представители американской стандартбредной породы (от англ. Standardbred — выведенный по стандарту), или американские рысаки. Эта порода создавалась путём постоянных систематических испытаний на беговых ипподромах, а также с использованием породы иноходцев, отличавшихся большой быстротой. Лошади должны были бежать рысью и иноходью на дистанции длиной в 1 милю (1609 м). Лошади, сумевшие пробежать рысью и/или иноходью эту дистанцию за 3 минуты или быстрее, укладывались в основной «стандарт» для создаваемой породы и шли в конные заводы производителями.
Постепенно рекорды иноходцев росли. В начале XX века мировой рекорд для иноходцев на дистанцию в 1 милю установил знаменитый Дэн Патч — 1 минута 55 секунд. Для сравнения, мировой рекорд для рысаков той же породы и на ту же дистанцию принадлежал мерину Улану — 1 минута 58 секунд.
Дэн Патч ещё бегал свободной иноходью, однако вскоре американцы начали применять специальные ремни, которые стягивают ноги лошади попарно — две правых и две левых. В итоге лошадь уже не может передвигаться никак, кроме иноходи. Благодаря этому приспособлению иноходцы на бегах перестали сбиваться на галоп и рысь, а управление ими стало гораздо проще.
Несмотря на то, что, скованные этими ремнями, лошади стали чаще совершать падения, опасные прежде всего для наездников, американцы не отказались от ремней, и все иноходцы по сей день бегают на ипподромах в таких ремнях. При этом стоит отметить, что стандартбредные лошади проходят испытания как рысью, так и иноходью в течение одного бегового сезона.
Без ремней лошади соревнуются на рыси, в ремнях — на иноходи. Лошадь, более способная к иноходи, на рыси показывает худшие результаты и наоборот.
В настоящее время мировой рекорд для иноходцев принадлежит жеребцу Камбесту — 1 минута 46,2 секунды, или около 55 км/ч. Таким образом, лучшие современные иноходцы развивают скорость, почти равную с верховыми лошадьми, скачущими галопом.
Бега иноходцев можно увидеть в США, Канаде, Кыргызстане и Казахстане, а также в Австралии и Новой Зеландии. В Европе бега иноходцев запрещены правилами Европейской Федерации конного спорта.
В СССР существовало малое количество иноходцев, которые выпускались в одном заезде с рысаками и без специальных ремней на ногах. Проявление рысаком иноходи в забеге на приз считалось пороком. В 1990-е годы, когда Россия подала заявку на вступление в Европейскую Федерацию, от бегов иноходцев полностью отказались.
В Кыргызстане и Казахстане иноходцы высоко ценятся. Бега иноходцев (кирг. жорго салыш; каз. жорга жарыс) входят в программу конно-спортивных соревнований. В Якутии иноходец — дьоруо также очень высоко ценился и мог быть только у состоятельных людей из тойоната.

## Генетические исследования
Иноходь связана с мутацией в гене DMRT3 (DMRT3_Ser301STOP — вызывающей преждевременную остановку на 301-м кодоне). Эта мутация получила название «gait keeper» («хранитель походки» или «сторож походки»).
Изначальное распространение лошади, способные к иноходи, получили в Исландии и в Англии в 850—900 годах, и позже были распространены людьми в Европу, и далее по всей Евразии, Новому Свету и на юг Африки — в условиях отсутствия качественных дорог иноходь сильно уменьшала усталость седока, он меньше подпрыгивал в седле, что было важно для поездок на длинные дистанции.

## Комментарий
1. ↑  Генерирована по фотографиям Эдварда Мейбриджа (Eadweard Muybridge, 1830—1904), впервые опубликованным в 1887 году в Филадельфии (США).
2. ↑  «Gait keeper» созвучно «gatekeeper» — то есть «сторож у ворот», «привратник».